# Amic imaginari

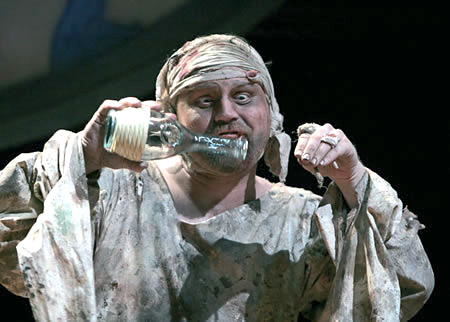
Caliban té una conversa amb els seus amics imaginaris a la producció del Folger Theatre de The Tempest de Shakespeare.

Els amics imaginaris (també coneguts com a amics invisibles o companys imaginaris o companys invisibles) són un fenomen psicològic i un fenomen social on una amistat o una altra relació interpersonal té lloc a la imaginació més que a la realitat física.
Encara que puguin semblar reals als seus creadors, els nens solen entendre que els seus amics imaginaris no són reals.
Es creu que els primers estudis centrats en els amics imaginaris es van fer durant la dècada de 1890. Hi ha poques investigacions sobre el concepte d'amics imaginaris en la imaginació dels nens. Klausen i Passman (2007) informen que els companys imaginaris van ser descrits originalment com a criatures i esperits sobrenaturals que es pensava que connectaven les persones amb les seves vides passades. Els adults a la història han tingut entitats com ara déus domèstics, àngels de la guarda i muses. que funcionaven com a companys imaginaris per proporcionar comoditat, orientació i inspiració per al treball creatiu. És possible que el fenomen va aparèixer entre els nens a mitjans del segle XIX quan la infància es va emfatitzar com un moment important per al joc i la imaginació.